# Trinitarios
Die Trinitarios (auch 3ni oder 3nitarios) sind eine im US-amerikanischen Bundesstaat New York gegründete Gefängnisgang, deren Aktionen sich in jüngerer Zeit in den USA dramatisch auf die Straße ausgedehnt haben. Nach Angaben des FBI gehört die Organisation zu den am schnellsten wachsenden Straßengangs in den USA.

## Allgemein
Der Name „Trinitarios“ kommt von den drei Haupt-Revolutionären der Dominikanischen Revolution (Juan Pablo Duarte, Francisco del Rosario Sánchez und Matías Ramón Mella), in der die Dominikanische Republik im Jahre 1844 ihre Unabhängigkeit von Haiti erkämpfte.

Wappen der Dominikanischen Republik in den Farben Rot, Weiß, Blau und Grün und dem Spruchband Dios Patria Libertad

Die Trinitarios wurden 1989 in den Gefängnissen des US-Bundesstaates New York von Julio Mariñez alias „El Caballo“ (1957–2010) gegründet und gingen seither auf die Straße über. In New York City ist die Gang in allen fünf Stadtteilen vertreten, außerdem in New Jersey, Massachusetts, Pennsylvania, der Dominikanische Republik. Laut Erkenntnissen des FBI ist die Gang am stärksten an der Ostküste und in New England aktiv. Die Gang soll derzeit rund 50.000 Mitglieder haben. Die Mitglieder tragen die Farben Rot, Weiß und Blau der Dominikanischen Flagge sowie Limettengrün. Die Gang, die zu den gewalttätigsten und am schnellsten wachsenden Banden in den USA gehört, ist in Mord, schwere Körperverletzungen, Raub, Diebstahl, Wohnungseinbrüche und Drogenhandel involviert.
Die Trinitarios-Prison-Gang wurde zum Zweck des Schutzes und gegen die Diskriminierung von Dominikanern gegründet. Sie bezeichnen sich selbst als eine „Familie“ oder „Nation zur Selbstverteidigung“. Die Trinitarios gehen keine Bündnisse mit anderen Gangs ein. Sie haben den Slogan „Dios, Patria y Libertad“ (deutsch „Gott, Vaterland und Freiheit“), der im Wappen und im Zentrum der Dominikanischen Flagge steht. Sie begrüßen sich mit „Patria“ und tragen meist grüne Bandanas zusammen mit Halsbändern in den Farben Rot, Weiß und Blau mit Grün zur Identifikation. Zu ihren Feinden und Konkurrenten gehören die amerikanische Cosa Nostra, Bloods, Crips, Dominicans Don’t Play, Latin Kings und die Ñetas.